# آب‌مورد تنگیار
آب‌مورد تنگیار، روستایی از توابع بخش لوداب شهرستان بویراحمد در استان کهگیلویه و بویراحمد ایران است.

## جمعیت
این روستا در دهستان لوداب قرار دارد و براساس سرشماری مرکز آمار ایران در سال ۱۳90، جمعیت آن985 نفر بوده‌است.